# Hypodactylus lundbergi
Hypodactylus lundbergi är en groddjursart som först beskrevs av Lehr 2005.  Hypodactylus lundbergi ingår i släktet Hypodactylus och familjen Strabomantidae. IUCN kategoriserar arten globalt som otillräckligt studerad. Inga underarter finns listade i Catalogue of Life.